# Scorched
Scorched (bra: Quem Vai Pagar o Pato?; prt: Tudo a Roubar) é um filme independente de comédia criminal de 2003, dirigido por Gavin Grazer, estrelado por Alicia Silverstone, Rachael Leigh Cook, Woody Harrelson e John Cleese. Scorched segue a história de vários funcionários descontentes do banco que tentam roubar o mesmo banco na mesma noite sem saber que outros estão fazendo exatamente a mesma coisa.
O filme teve um desempenho financeiro muito ruim nas bilheterias. Do orçamento inicial de US$7 milhões, Scorched ganhou de volta apenas US$8,000 no final de sua exibição nos cinemas. Foi retirado de sua exibição nos cinemas depois de apenas um fim de semana nos cinemas.

## Sinopse
Sheila Rilo (Silverstone) é uma caixa do banco no Desert Savings Bank, em uma pequena cidade deserta. O namorado dela é Rick Becker (Joshua Leonard , o gerente do banco informado por seus superiores de que ele seria demitido se os caixas eletrônicos do banco fossem roubados apenas mais uma vez. Sheila e Rick passaram vários anos em um relacionamento de novo e de novo, no qual ele a usa entre outros encontros. Depois que Sheila paga a maior parte da educação de Rick, ele a deixa como professora. Sheila decide se vingar de Rick roubando o banco e fazendo com que ele seja demitido.
Na mesma noite, Stuart (Paulo Costanzo) e Jason (Woody Harrelson), outros dois caixas do mesmo banco, também decidiram assaltar o banco. O plano de Stuart é roubar US$250.000 do banco e apostar todo o valor em um jogo de roleta em Las Vegas. Stuart, que está desesperado por emoção em sua vida, está seguindo a sugestão de seu amigo Max (David Krumholtz), embora o inteligente Stuart geralmente exija Max de seus esquemas de enriquecer rápido.
Jason é um amante da natureza que vive com um pato órfão. Ele foi promovido a gerente assistente de banco, um cargo com muito mais responsabilidade, mas apenas um aumento de US$0,55 por hora. Ele sente que o banco lhe deve anos de serviço leal e mal pago e decide se vingar roubando o cofre de um milionário local mesquinho, Charles Merchant (Cleese). O comerciante, que ficou rico produzindo comerciais e vendendo vídeos sobre como ficar rico rapidamente no mercado imobiliário, é a pessoa que matou a mãe do pato de Jason, facilitando a decisão de Jason de roubar o cofre do comerciante.
Jason não é o único com um plano de vingança contra o magnata local. Uma funcionária insatisfeita de uma loja de roupas, Shmally (Cook), se vinga contra Merchant na mesma noite, com Carter (Marcus Thomas) ajudando-a a jogar ovos na casa de Merchant. Carter Doleman é amigo e colega de quarto de Shmally e o mais novo funcionário do banco. Devido à sua incapacidade de se vestir bem e sua falta de capacidade de conseguir um emprego por conta própria, Shmally concordou em ajudá-lo. Quando Carter foi chamado para uma entrevista no banco, Shmally fez uma reforma, vestiu-o adequadamente e o treinou sobre como passar na entrevista. Ansioso e empolgado por começar seu primeiro dia de trabalho, Carter hesitante é arrastado para fora da cama por Shmally para que ele possa ajudá-la a cuidar da casa de Merchant.[carece de fontes?]

## Elenco e personagens
- Marcus Thomas como Carter Doleman, companheiro de quarto de Shmally, o mais novo funcionário do banco
- Alicia Silverstone como Sheila Rilo, caixa do banco, namorada de Rick
- Rachael Leigh Cook como Shmally, funcionária da loja de roupas, colega de quarto de Carter
- Woody Harrelson como Jason "Woods" Valley, gerente assistente e amante da natureza
- John Cleese como Charles Merchant, empresário e milionário local, criador de infomerciais
- Paulo Costanzo como Stuart "Stu" Stein, caixa do banco, amigo de Max, desesperado por emoção na vida
- David Krumholtz como Max, amigo de Stu, cheio de esquemas de enriquecimento rápido
- Joshua Leonard como Rick Becker, gerente de banco, namorado de Sheila
- Ivan Sergei como Mark, bombeiro, o novo interesse amoroso de Sheila
- Wayne Morse como Gavin, companheiro bombeiro de Mark

## Canções
Canções incluídas na trilha sonora:
| Canção                        | Intérprete        | Autor                                                    |
| ----------------------------- | ----------------- | -------------------------------------------------------- |
| Dig It                        | Tom Wilson        | Tom Wilson e Memphis                                     |
| I Can’t Wait                  | Gideon Chrome     | Vince Grant                                              |
| Simple Mathematics            | Ming and FS       | Aaron Albano e Fred Sargolini                            |
| Fall                          | Vegas DeMilo      | Foster Calhoun e John McCauley                           |
| Late Night                    | Steve Edwards     | Steve Edwards                                            |
| Wich Way                      | Magnet            | Mark Goodman e Matt Wilson                               |
| All the Stars                 | Leona Naess       | Leona Naess e John Darling                               |
| Time                          | Fastball          | Mark Zuniga                                              |
| It’s Showtime Pt II           | The Mooney Suzuki | Sammy James Junior                                       |
| Popsicle                      | Cujo              | Amon Tobin                                               |
| King Kong Frow                | Departure Lounge  | Chris Anderson, Lindsay Jamieson, Tim Keegan e Jake Kyle |
| I Don’t Want to Talk About It | Barry Chapman     | Danny Whitten                                            |
| Good Day                      | Smoother          | Andrew Franey e Todd Knight                              |
| Fresh Feeling                 | Eels              | Mark Oliver Everett e Koool G Murder                     |
| Long Legs                     | Zoran Boris       | Zoran Boris                                              |
| It Makes Me Crazy             | 10 Speed          | Hutch Walker e Eric Laster                               |

## Recepção

### Resposta da crítica
O filme recebeu críticas negativas dos críticos. O agregador de críticas Rotten Tomatoes atribui-lhe uma pontuação de 17% com base em críticas de 6 críticos.
Peter Bradshaw, do The Guardian, deu ao filme uma estrela em cinco e chamou Scorched "de uma perda de tempo maior e mais desagradável do que rolar uma enorme bola de esterco sólido por uma colina íngreme", enquanto Angus Wolfe Murray, da Eye for Film, que premiou o filme com a mesma classificação de 1 estrela, o chamou de "desastre absoluto" e concluiu que "um acidente de carro tem mais estilo". Rich Cline do ShadowsontheWall.com admite que Scorched tem um "elenco excelente", que são "artistas talentosos", mas que o filme ainda é uma "bagunça", que é "completamente inútil" e conclui que "enquanto o filme é assistível, nem um único segmento do enredo ganha vida". O crítico Matthew Leyland, do serviço on-line BBCi, deu ao filme duas estrelas em cinco, chamando-o de "farsa de vingança morna" com um "enredo mal cozido" e observando que "tentativas de humor insano se tornam em forma de pêra". Sean Axmaker, do Seattle Post-Intelligencer, chamou o filme de "divertido, mas morno", chamou o roteiro de "preguiçoso" e finalmente concluiu que, com apenas "personagens vagamente agradáveis", Scorched é "agressivamente amável e totalmente imemorável".
Das raras críticas favoráveis, foi a de Duane Byrge, do The Hollywood Reporter, na qual ele chamou o enredo de "um triunfo brutalmente satisfatório do bem sobre o mal" e "um caminhão cheio de risadas" ao concluir que "essa comédia maravilhosamente desobediente deveria sair com uma tonelada de dólares, euros e outras moedas em quadrinhos".

### Bilheteria
Scorched foi filmado em seis semanas, terminando a filmagem principal em 23 de junho de 2001, mas não foi lançado nos Estados Unidos até 25 de julho de 2003. O filme sofreu grandes perdas financeiras durante sua exibição nos cinemas, ganhando apenas US$ 8 mil (aproximadamente 0,1%) a partir de um orçamento de produção de US$ 7 milhões. No mercado interno, o filme só foi lançado por três dias em 1 de agosto de 2003 e foi exibido em apenas doze cinemas. Os ganhos do fim de semana de abertura, que também se tornou o último fim de semana do filme, classificaram o filme como o 604º filme de 2003 pelo rendimento bruto interno.